# أماندا هاريس
أماندا هاريس (بالإنجليزية: Amanda Harris)‏ هي ممثلة أسترالية، ولدت في 1963 في أديلايد في أستراليا.

## وصلات خارجية
- أماندا هاريس على موقع IMDb (الإنجليزية)
- أماندا هاريس على موقع أول موفي (الإنجليزية)
- أماندا هاريس على موقع كينوبويسك (الروسية)